# 骆驼（甲）墓地
骆驼(甲)墓地，位于中国青海省平安县三合乡骆驼堡村，为青海省市县级文物保护单位，公布日期为1987年6月2日，类型为古墓葬。
骆驼(甲)墓地的历史年代为新石器时代、青铜时代。